# RCA Studio II
RCA Studio II – drugi na świecie programowalny system gier wideo po  Fairchild Channel F, które zaistniało na rynku kilka miesięcy wcześniej. RCA Studio II był konstrukcją, która była czymś więcej niż kolejnym „klonem” Pong. 
Do zakończenia produkcji w 1979 roku RCA wydało 10 kartridźów. RCA Studio II miało wbudowane pięć gier. Podobnie do większości sprzedawanych wówczas konsoli system ten posiadał prostą czarno-białą blokową grafikę.
Studio II było wyposażone w dwie numeryczne klawiatury, znajdujące się na obudowie. Służyły one za kontrolery. Klawiatury oznaczone były etykietami – „A” dla gracza z lewej strony i „B” dla gracze z prawej. Klawiatury składały się z dziesięciu klawiszy ponumerowanych od 0 do 9. Obok klawiszy znajdowały się strzałki informujące graczy, że przycisk numeryczny „4” oznaczał ruch w lewo, „6” w prawo, „2” w górę, „8” w dół itd. Przycisk oznaczony numerem „0”, który znajdował się poniżej używany był przeważnie jako „fire” – strzał.
Konsola nie odniosła dużego sukcesu, już w chwili pojawienia się na rynku konstrukcja była przestarzała. Dziewięć miesięcy po ukazaniu się Studio II na rynek trafiła konsola Atari 2600 VCS, która posiadała znacznie lepszą grafikę, dźwięk oraz doskonalsze gry.
Kilka lat później w Europie pojawiły się „klony” bazujące na oryginale, wyposażone w kolorową grafikę. Systemy te były sprzedawane z myślą o ludziach, którzy z różnych względów nie mogli pozwolić sobie na nowoczesne i drogie konsole.

## Gry wbudowane w system
- Bowling
- Doodles
- Freeway
- Math
- Patterns

## Gry sprzedawane na oddzielnych kartridżach
- Baseball
- Biorhythm
- Blackjack
- Fun with Numbers
- Gunfighter / Moonship Battle
- Spacewar
- Speedway / Tag
- Tennis / Squash
- TV Schoolhouse I

## Parametry
- CPU – RCA 1802 o prędkości 1,78 MHz
- RAM – 512 bajtów
- ROM – 2 KB
- koprocesor – CDP1861 wspomagający wyświetlanie grafiki
- Dźwięk – pojedynczy kanał
- Zasilanie – 9v DC